# Johan Widmark
Erik Johan Widmark, född 26 augusti 1850 i Ljusdals socken, död 15 december 1909 i Stockholm, var en svensk ögonläkare och professor.
Johan Widmark var son till landshövdingen Per Henrik Widmark (1800-1861) och hans andra hustru Maria Wåhlén (1815-1875). Widmark blev student vid Uppsala universitet 1870, medicine kandidat där 1876, medicine licentiat vid Karolinska institutet 1881 och medicine doktor 1884, sedan han 1883 utgett avhandlingen Om jequirity-oftalmien. Han förordnades 1884 till docent i oftalmiatrik vid Karolinska institutet, uppehöll 1888-91 undervisningen i ögonsjukdomar där samt utnämndes 1891, efter en skarp befordringsstrid, som på sin tid väckte mycket stort uppseende och hade till följd ecklesiastikministern Gunnar Wennerbergs avgång, till e.o. professor i oftalmiatrik.
Widmarks målsättning var dels att ge de blivande läkarna de icke obetydliga kunskaper i ögonläkekonsten, som i det glest befolkade Sverige krävdes även av icke-specialisten, dels att utbilda ett så stort antal ögonläkare som möjligt, och med detta blev han framgångsrik. Han försökte också intressera sina lärjungar för den betydelsefulla forskning som han själv bedrev. Härvid förstod han att på ett utmärkt sätt kombinera den kliniska iakttagelsen med experimentella undersökningar och att sålunda till ett helt sammanhålla rön, som vunnits med anlitande av mycket olika metoder.
Genom sina arbeten i ögats bakteriologi (1883-85) blev han en av de första, som ur bakteriologisk synpunkt bearbetade läran om ögats sjukdomar, samt en av bakteriologins banbrytare i Sverige. I nära samband härmed står hans viktiga inlägg i avseende på förebyggandet av den purulenta ögoninflammationen hos nyfödda i Sverige (1888, 1891, 1895). Ögats anatomi belyste han genom sin undersökning om musculus dilatator pupillæ (1900). Mycket viktiga bidrag till ögats fysiologi lämnade han genom sitt omfattande arbete om ljusets inverkan på ögats främre medier, vilket såg dagen 1889 och tillsammans med hans undersökningar över samma strålars inverkan på huden (1889) gjorde känt det mäktiga inflytande, som UV-strålning utövar på levande vävnader. Härigenom bragte han den teoretiska grundvalen för användningen av dessa strålar i terapins tjänst. Till detta arbete anslöt sig studier över ögonmediernas genomtränglighet för UV-strålning (1890), över det synliga spektrums gräns åt ultraviolett (1897), över UV-strålningens inverkan på linsen (1901) och över bländning av näthinnan (1892). Bland hans rent kliniska arbeten bör särskilt framhållas redogörelser för resultaten av starroperationerna vid hans klinik (1896), rön om behandlingen av den sympatiska oftalmin (1908), erfarenheter om ögonsymtom vid perifera trigeminus-affektioner (1889, 1891).
Härtill kommer yttermera betydelsefulla statistiska undersökningar om blindhet i Norden (1899, 1906), om myopin i skolorna och dennas avtagande frekvens (1886, 1897, 1909) samt studier om orsakerna till arbetsmyopin (1902) med mera. För att befrämja samarbetet mellan de nordiska oftalmologerna uppsatte han 1888 tillsammans med Bjerrum "Nordisk oftalmologisk tidskrift", som dock upphörde 1892. Något senare (1898) började han utge de vid hans klinik utförda vetenskapliga arbeten i en särskild publikation: "Mitteilungen aus der Augenklinik des Carolinischen medico-chirurgischen Instituts zu Stockholm", av vilken han på sin dödsbädd redigerade det elfte och sista häftet. De av Widmark till och med 1891 författade avhandlingarna utgavs i tysk upplaga med titeln Beiträge zur Ophthalmologie. Widmark var en varm fosterlands- och idrottsvän. Sedan 1902 var han ledamot av Vetenskapsakademien.
Johan Widmark gifte sig 1883 med Julie Juhlin Dannfelt (1853-1937), dotter till agronomen och svensk-norske generalkonsuln Carl Mathias Juhlin Dannfelt och Hedvig Schröder.